# Tucumã
Tucumã – miasto i gmina w Brazylii, w stanie Pará. Znajduje się w mezoregionie Sudeste Paraense i mikroregionie São Félix do Xingu.